# Fusion Drive
Fusion Drive — технология хранения данных, разработанная Apple Inc. 

## История
Данная технология была впервые представлена 23 октября 2012 года на мероприятии Apple. Fusion Drive представляет собой технологию объединения обычного жесткого диска (HDD) и твердотельного диска (SSD) в единый логический том (LVG — Logical Volume Group) с общим доступным пространством равным объёму двух объединённых дисков. К примеру, если в компьютере установлен жесткий диск объёмом 1 ТБ и твердотельный накопитель объёмом 128 ГБ, то объёмом Fusion Drive будет равняться 1,128 ТБ (минус до 2-х ГБ под системные разделы EFI и Boot OS X). Операционная система Mac OS X определяет Fusion Drive как единый том и автоматически управляет его содержимым, поэтому часто используемые файлы, такие как приложения, документы, фотографии (и так далее), динамически перемещаются во флэш-память для ускорения доступа к ним, в то время как редко используемые файлы автоматически переносятся на более медленный жесткий диск. Например, если какая-либо программа используется часто, то она автоматически будет перемещена на SSD накопитель для ускорения доступа к ней. В результате сокращается время запуска, а по мере накопления в системе данных о профиле использования компьютера ускоряется запуск программ и доступ к файлам. Накопитель Fusion Drive автоматически реализует все эти функции в фоновом режиме.

## Системные требования
Официальные:
- iMac или Mac mini под управлением OS X Mountain Lion 10.8.2 или новее;
- Наличие SSD и HDD накопителей (внешние накопители не используются для расширения объёма Fusion Drive).

Неофициальные:
- Любой компьютер под управлением операционной системы OS X Mountain Lion 10.8.2 или новее[1];

## Поддержка
Fusion Drive стал доступным в виде эксклюзивной опции для компьютеров iMac конца 2012 года и Mac Mini конца 2012 года с операционной системой OS X Mountain Lion 10.8.2 или более новыми версиями Mac OS X. Однако ввиду того, что Fusion Drive основан на технологии объединения физических дисков в единый логический том средствами Core Storage, данная функция стала доступной всем пользователям с установленной OS X Mountain Lion (начиная с версии 10.8.2).

## Официальная поддержка
- iMac конца 2012 года поддерживает 1 или 3 ТБ жесткий диск, до 768 GB флэш-накопитель или Fusion Drive объёмом 1 или 3 ТБ.
- Mac Mini конца 2012 года поддерживает 1 ТБ жесткий диск, 256 ГБ твердотельный накопитель или Fusion Drive объёмом 1 ТБ.